# Qrachel

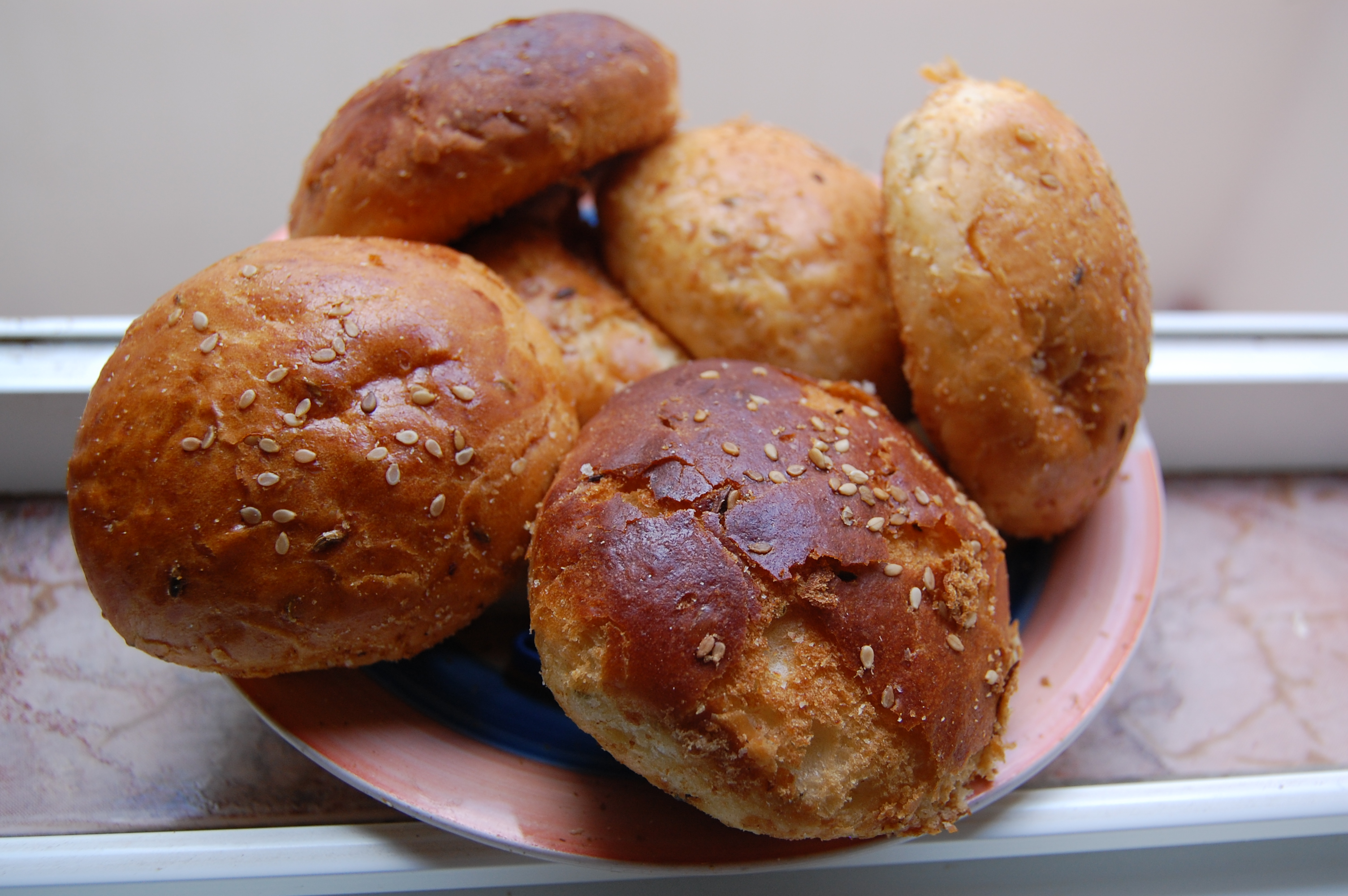
Qrachels avec quelques graines de sésame sur la dorure.

Les qrachel sont des brioches marocaines originaires de la ville de Fès. Elles sont parfumées à l'anis, à l'eau de fleur d'oranger et à la gomme arabique. Lorsqu'elles durcissent, elles sont découpées en morceaux et grillées au four pour l'obtention de biscuits croquants appelés bejmat.